# 長鰭隆背鰩
長鰭隆背鰩（學名：Notoraja longiventralis），為軟骨魚綱鰩目單鰭鰩科隆背鰩屬的一種，分布於西太平洋斐濟及萬那杜海域，深度660至953公尺，本魚盤的背面和腹面柔軟，佈滿細小的齒，尾巴細長柔軟且沒有大刺，尾側褶皺不會向遠端擴展且比尾寬窄，腹鰭前葉比後葉長，背部和腹面顏色較暗，幾乎均勻呈紫灰色，盤前緣的孔洞上有淡白色斑點，體長可達43.4公分，棲息在島嶼大陸坡海域，為深海底棲性魚類，屬肉食性，卵生, 生活習性不明。